# India septentrional
El norte de la India es la región septentrional del subcontinente indio y suele incluir las áreas geográficas de la llanura indogangética y el Himalaya, que separan esta región de la meseta tibetana y el Asia central.
El término Norte de la India tiene distintas definiciones: el Ministerio del Interior en su división administrativa del Consejo Zonal Norte incluía los estados de Haryana, Himachal Pradesh, Punyab y Rayastán y los territorios de la Unión de Chandigarh, Delhi, Jammu y Cachemira y Ladakh. mientras que el Ministerio de Cultura en su Zona Cultural del Norte incluye el estado de Uttarakhand pero excluye Delhi  mientras que el Servicio Geológico de la India incluye Uttar Pradesh y Delhi pero excluye Rayastán y Chandigarh. Otros estados que a veces se incluyen son Bihar, Gujarat, Madhya Pradesh y Bengala Occidental.
El norte de la India ha sido el centro histórico  del Imperio Mogol, el Sultanato de Delhi y el Imperio Indio Británico. Tiene una cultura diversa e incluye los centros de peregrinación hinduista de Char Dham, Haridwar, Varanasi, Ayodhya, Mathura, Prayagraj, Vaishno Devi y Pushkar, los centros de peregrinación budista de Sarnath y Kushinagar, el Templo Dorado sij y sitios de patrimonio mundial, como la Reserva de la Biosfera Nanda Devi, los templos de Khajuraho, los fuertes de las colinas del Rajastán, Jantar Mantar (Jaipur), las cuevas de Bhimbetka, los monumentos de Sanchi, Qutb Minar, el Fuerte Rojo, el Fuerte de Agra, Fatehpur Sikri y el célebre Taj Mahal.
Los idiomas que tienen estatus oficial en uno o más de los territorios norteños de la India son: el hindi, el urdú, el panyabí y el inglés.

## Definiciones
Según la fuentes consultada, la región del norte de la India aparece de manera diferente.

Estados bajo el Consejo Zonal del Norte de la India en naranja

### Según el gobierno indio
El Consejo Zonal del Norte es uno de los consejos asesores, creado en 1956 por el Acta de Reorganización de los Estados para fomentar la cooperación interestatal bajo el Ministerio del Interior, que incluía los estados de Chandigarh, Delhi, Haryana, Himachal Pradesh, Jammu y Cachemira. Ladakh, Punyab y Rayastán.
El Ministerio de Cultura estableció la Zona Cultural del Norte en Patiala, Panyab, el 23 de marzo de 1985. Se diferencia del Consejo Zonal Norte en su inclusión de Uttarakhand y la omisión de Delhi. 
Sin embargo, el Servicio Geológico de la India (parte del Ministerio de Minas) incluye a Uttar Pradesh y Delhi en su Región Norte, pero excluye a Rayastán y Chandigarh, con sede regional en Lucknow. 

### Definición amplia

#### Definición en la prensa india
El periódico The Hindu incluye artículos relacionados con Bihar, Delhi y Uttar Pradesh en sus páginas "norte". Los artículos en la prensa india suelen incluir también los estados de Bihar, Gujarat, Madhya Pradesh, y Bengala Occidental como norte de la India.

#### Definición basada en latitud
El trópico de Cáncer, que divide la zona templada de la zona tropical en el hemisferio norte, atraviesa la India y, en teoría, podría considerarse como una línea divisoria geográfica en el país. Los estados indios que están completamente por encima del trópico de Cáncer son Himachal Pradesh, Punyab, Haryana, Delhi, Uttarakhand, Uttar Pradesh y Bihar y la mayoría de los estados del noreste de la India. Sin embargo, esa definición también incluiría partes importantes de Rayastán, Madhya Pradesh, Jharkhand y Bengala Occidental y regiones menores de Chhattisgarh y Gujarat.

#### Uso anecdótico
En Bombay, el término "norte de la India" se usa a veces para describir a los migrantes del este de Uttar Pradesh y Bihar, a menudo usando el término bhaiya (que literalmente significa 'hermano mayor') junto con él en un sentido despectivo, sin embargo, estas mismas personas no son consideradas norteños por los habitantes del Panyab, Himachal Pradesh, Uttarakhand, Haryana y Rayastán. En Panyab, las personas de la misma región (Uttar Pradesh y Bihar) a menudo se conocen como Purabias u orientales. El sitio oficial del Gobierno de Bihar ubica al estado en la parte oriental de la India. Dentro de Uttar Pradesh, "la división cultural entre  este y  oeste es considerable, y los purabiyas (orientales) a menudo son denostados en la percepción de los occidentales".

## Historia
Los imperios y dinastías que han gobernado partes de o todo el norte de la India incluyen:
- Imperio Maurya, 326-187 a. C.
- Reino Indo-Griego, c. 150 a. C. - 10 d. C. ( Menandro I conquistó Punjab)
- Sátrapas del norte, siglo I a. C. al siglo I d. C.
- Imperio Gupta, durante el reinado de Samudragupta, c.335 - c.550 d. C.
- Imperio de Harsha, 606 a 647 d. C.
- Imperio Pala, 770 a 810 d. C.
- Imperio de Pratihara, mediados del siglo VII al XI
- Sultanato de Delhi, 1206-1526
- Imperio Mogol, 1526-1540, luego 1555-1857, interrumpido brevemente por el Imperio Sur,
- Empire Suri 1540-1556
- Imperio Sij 1799–1849
- Imperio Maratha 1761–1818
- Imperio Británico de la India 1858-1947